# عصب حنجري راجع
العصب الحنجري الراجع أو العصب الراجع (بالإنجليزية: Recurrent laryngeal nerve)‏ هو عصبٌ متفرعٌ من العصب المبهم -العصب القحفي العاشر-، والذي يغذي العضلات الداخلية للحنجرة عدا العضلة الحلقية الدرقية. بالجسم عصبان جنحريان راجعان: أيمن وأيسر، وهما غير متناظرَين حيث يلتف الأيسر من تحت قوس الأبهر بينما يلتف الأيمن من تحت شريان تحت الترقوة ثم يتجهان إلى الأعلى. يسير العصبان كلاهما حول القصبة الهوائية، وهما من الأعصاب القليلة التي تسير في مسار راجعٍ معاكسةً لاتجاه العصب الذي تفرعت منه، وهذا ما أكسبها اسم "الراجع".
يغذي العصبان الحنجرة حسيًّا أسفل الأحبال الصوتية، وتتفرع فروع منهما إلى الضفيرة القلبية العميقة، وفروعٌ إلى القصبة الهوائية والمرئ والعضلة المضيِّقة البلعومية السفلية. يغذي هذان العصبان أيضًا العضلتَين الحلقيتين الطِّرْجِهاليتين الخلفيتين وهما العضلتان الوحيدتان اللتان يفتحان الأحبال الصوتية.
العصبان الحنجريان الراجعان هما عصبا القوس البلعومية السادسة، وكان جالينوس أول من وثّق وجودهما.

## التركيب
يتفرع العصب الحنجري الراجع من العصب المبهم، والذي استمد العصب الراجع اسمه لنسبته منه، فكلمة "راجع" باللاتينية "recurrens"، والتي تتكون من مقطعين: re- وتعني "للخلف"، وcurrere وتعني يركض، وهو ما يشير إلى مسار العصب المعاكس للعصب المبهم الذي تفرع الراجع منه. ينزل العصب المبهم إلى الصدر بينما يصعد العصبان الراجعان إلى الحنجرة.
يغادر العصب المبهم الجمجمة من الثقبة الوِداجية فيسير داخل الغمد السباتي مجاورًا الشرايين السباتية في الرقبة. يتفرع العصبان الحنجريان الراجعان من المبهم، حيث يتفرع العصب الأيمن منه عند شريان تحت الترقوة الأيمن، ويتفرع الأيسر من المبهم عند قوس الأبهر حيث يمر الراجع الأيسر أمام قوس الأبهر ثم يلتفُّ من تحته إلى خلفه. يصعد العصبان عادةً بعد تفرعهما في ثلمٍ على طول تقاطع المريء بالقصبة الهوائية على جانبي الرقبة. يمر كل عصبٍ بعد ذلك وراء الجزء الأوسط الخلفي من فصوص الغدة الدرقية الخارجية. ثم يدخل الحنجرة من تحت العضلة المضيقة البلعومية السفلية حيث يدخل مباشرةً خلف المفصل الحلقي الدرقي، ويسمى الفرع النهائي من العصب باسم العصب الحنجري السفلي.
لا يتماثل العصب الراجع الأيمن مع الأيسر؛ حيث إن العصب الأيسر أطول من الأيمن لعبوره تحت قوس الأبهر عند الرباط الشرياني، في حين أن سائر الأعصاب المغذية للحنجرية تتمتع بتماثل ثنائي.

### النواة
تقع الألياف الصادرة الجسدية المغذية لعضلات البلعوم والحنجرة في النواة الملتبسة، وتنبثق من النخاع المستطيل عبر الجذر القحفي للعصب الإضافي. تعبر الألياف إلى العصب المبهم وتنضم إليه في الثقبة الوداجية. تقع أجسام الخلايا الحسية في عقدة العصب المبهم السفلية، وتنتهي الألياف في النواة المفردة. تنشأ الألياف اللاوديّة المغذية لمناطق من القصبة الهوائية والمريء في الرقبة من نواة العصب المبهم الظهرانية [الإنجليزية].

### النمو
تتكون سلسلة من أزواج الأقواس البلعومية في أجنة الإنسان وجميع الفقاريات عند نموها. تمتد هذه الأقواس أمامًا من ظهر الجنين إلى الوجه والعنق. ينمو من كل قوس بعد ذلك شريانًا ونسيجًا هيكليًا وعصبًا يغذي مجموعة محددة من العضلات. تُرقَّم الأقواس بأرقام من 1 إلى 6 حيث يكون القوس الأول هو الأقرب إلى رأس الجنين، كما أن القوس الخامس يظهر فقط ظهورًا انتقاليًا.
تنشأ الغضاريف الحنجرية من القوسين الرابع والسادس، ويصبح عصب القوس السادس هو العصب الحنجري الراجع، وعصب القوس الرابع هو العصب الحنجري العلوي. أما بالنسبة لشرياني القوس الرابع اللذين يمتدان بين بين أعصاب القوسين الرابع والسادس، فشريان القوس الرابع الأيمن يصبح شريان تحت الترقوة الأيمن وشريان القوس الأيسر يصبح قوس الأبهر. أما عن شرياني القوس السادس، فالأيسر يصبح القناة الشريانية بينما يُطمس شريان القوس السادس الأيمن.
ترتد القناة الشريانية بعد الولادة لتشكل الرباط الشرياني، وتهبط هذه الشرايين أثناء النمو إلى مواقعها النهائية في الصدر مكونةً المسارات الراجعة المُطوَّلة.

## الوظيفة
يتحكم العصب الحنجري الراجع في كل العضلات الداخلية للحنجرة عدا العضلة الحلقية الدرقية. تعمل هذه العضلات على فتح الأحبال الصوتية وغلقها وضبط توترها، ومن هذه العضلات العضلة الحلقية الطِّرْجِهالية الخلفية وهي الوحيدة التي تفتح الأحبال الصوتية. يغذي كلٌّ عصب من العصبين الراجعين العضلاتِ الواقعة في الجانب نفسه الذي يوجد فيه العصب عدا العضلة الطرجهاليَّة، والتي يغذيها العصبان معًا.
يستقبل العصب الراجع مدخلاتٍ حسيةٍ من الأغشية المخاطية للحنجرة تحت السطح السفلي للطية الصوتية. كما يحمل العصب أليافًا حسيّة وحركية وإفرازية إلى الأجزاء العنقية من المريء والقصبة الهوائية.

### فهرس الإحالات
المنشورات
الإنجليزية
1. ↑  نموذج تأسيسي في التشريح، QID:Q1406710
2. ↑  نموذج تأسيسي في التشريح، QID:Q1406710
3. ↑  HYDMAN (2008), p. 10-11.
4. ↑  Moore KL (1992), p. 847.

العربية
1. 1 2  الخياط (2006)، ص. 986.
2. ↑  مرعشي (2003)، ص. 699.
3. ↑  اللبدي (2005)، ص. 738.

مواقع الويب
الإنجليزية
1. 1 2  "Laryngeal Nerve Anatomy: Introduction, Vagus Nerve (Cranial Nerve X), Superior Laryngeal Nerve" (بالإنجليزية). 28 Nov 2023. Archived from the original on 2014-01-06. Retrieved 2024-08-03.

العربية

### معلومات المراجع
الكتب والدوريات
الإنجليزية
- Moore KL (1992). Clinically Oriented Anatomy (بالإنجليزية) (3rd ed.). Williams & Wilkins. ISBN:0-683-06133-X.
- Hydman J (2008). Recurrent laryngeal nerve injury (بالإنجليزية). Stockholm. ISBN:978-91-7409-123-6.{{استشهاد بكتاب}}:  صيانة الاستشهاد: مكان بدون ناشر (link)

العربية
- محمد مرعشي (2003). معجم مرعشي الطبي الكبير (بالعربية والإنجليزية). بيروت: مكتبة لبنان ناشرون. ISBN:978-9953-33-054-9. OCLC:4771449526. QID:Q98547939.
- عبد العزيز اللبدي (2005)، القاموس الطبي العربي: عربي - عربي (بالعربية والإنجليزية) (ط. 1)، عَمَّان: دار البشير (الأردن)، OCLC:81299958، QID:Q119764318
- محمد هيثم الخياط (2006). المعجم الطبي الموحد: إنكليزي - عربي (بالعربية والإنجليزية) (ط. 4). بيروت: مكتبة لبنان ناشرون، منظمة الصحة العالمية. ISBN:978-9953-33-726-5. OCLC:192108789. QID:Q12193380.